# 李波 (歌唱家)
李波（1918年—1996年），曾用名任秀英，女，河北曲阳人，中国歌唱家、歌剧表演艺术家，曾任中国歌剧舞剧院歌剧团团长，第四、五、六届全国政协委员。